# UWE-2
UWE-2 (Universität Würzburgs Experimentalsatellit 2) ist nach UWE-1 der zweite Experimentalsatellit der von Studenten der Universität Würzburg gebaut wurde.

## Geschichte

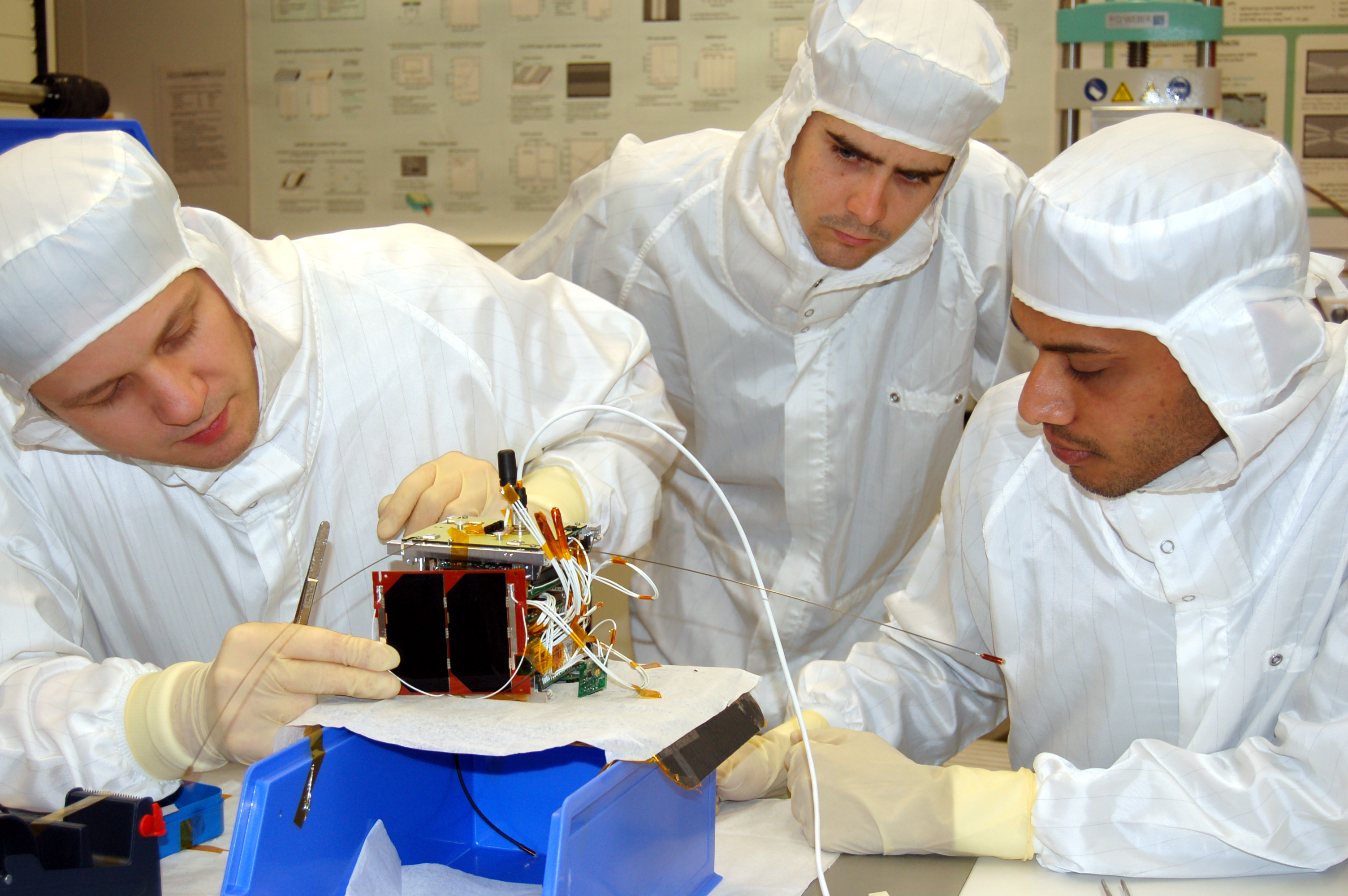
UWE-2 im Reinraum

Der Satellit ist ein Würfel mit 10 cm Seitenlänge und 1 kg Masse. Am 23. September 2009 wurde er von einer indischen PSLV-Rakete (PSLV-C14) zusammen mit OceanSat-2 und drei weiteren Cubesats in eine polare Umlaufbahn in 730 km Höhe befördert und in Betrieb genommen. Seit geraumer Zeit sendet UWE-2 keine Signale mehr zur Erde. Als Nachfolger wurde am 21. November 2013 UWE-3 gestartet.

## Aufgaben
Seine wissenschaftlichen Zielsetzungen sind
- Tests für Methoden und Algorithmen zur Lagebestimmung,
- Optimierung von Parametern, um Internet-Protokolle den Weltraumbedingungen anzupassen.

Dafür hat der Satellit unter anderem einen GPS-Empfänger sowie Sonnen-, Magnetfeld- und Inertial-Sensoren an Bord. Die Datenübertragung zur Erde erfolgt auf der Frequenz 437,385 MHz.